# 14974 Počátky
(14974) Počátky, denumire internațională (14974) Pocatky, este un asteroid din centura principală de asteroizi.

## Descriere
14974 Počátky este un asteroid din centura principală de asteroizi. A fost descoperit pe 22 septembrie 1997 la Observatorul Kleť de Miloš Tichý. Asteroidul prezintă o orbită caracterizată de o semiaxă mare de 2,63 ua, o excentricitate de 0,09 și o înclinație de 3,9° în raport cu ecliptica.